# James McGarry
James Robert McGarry (Mosgiel, 9 aprile 1998) è un calciatore neozelandese, difensore dell'Athens Kallithea in prestito dall'Aberdeen.

## Caratteristiche tecniche
È un esterno sinistro.

## Carriera

### Club
Cresciuto nelle giovanili del Wellington Phoenix, ha esordito in prima squadra il 30 gennaio 2016 in occasione del match di campionato perso 3-1 contro il C.C. Mariners.
Il 9 luglio 2018 viene acquistato a titolo definitivo dal Willem II.

### Nazionale
Con la nazionale neozelandese Under-20 ha disputato 4 match nel corso del Campionato mondiale di calcio Under-20 2017.
Nel 2019 ha invece giocato una partita con la nazionale maggiore.

## Statistiche

### Presenze e reti nei club
Statistiche aggiornate al 19 maggio 2024.
| Stagione                       | Squadra                        | Campionato                     | Campionato | Campionato | Coppe nazionali | Coppe nazionali | Coppe nazionali | Coppe continentali | Coppe continentali | Coppe continentali | Altre coppe | Altre coppe | Altre coppe | Totale | Totale |
| Stagione                       | Squadra                        | Comp                           | Pres       | Reti       | Comp            | Pres            | Reti            | Comp               | Pres               | Reti               | Comp        | Pres        | Reti        | Pres   | Reti   |
| ------------------------------ | ------------------------------ | ------------------------------ | ---------- | ---------- | --------------- | --------------- | --------------- | ------------------ | ------------------ | ------------------ | ----------- | ----------- | ----------- | ------ | ------ |
| 2014-2015                      | Wellington Phoenix Res.        | NZFL                           | 13         | 0          |                 | -               | -               |                    | -                  | -                  |             | -           | -           | 13     | 0      |
| 2015-2016                      | Wellington Phoenix Res.        | NZFL                           | 12         | 5          |                 | -               | -               |                    | -                  | -                  |             | -           | -           | 12     | 5      |
| 2016-2017                      | Wellington Phoenix Res.        | NZFL                           | 14         | 2          |                 | -               | -               |                    | -                  | -                  |             | -           | -           | 14     | 2      |
| 2017-2018                      | Wellington Phoenix Res.        | NZFL                           | 13         | 4          |                 | -               | -               |                    | -                  | -                  |             | -           | -           | 13     | 4      |
| Totale Wellington Phoenix Res. | Totale Wellington Phoenix Res. | Totale Wellington Phoenix Res. | 52         | 11         |                 | -               | -               |                    | -                  | -                  |             | -           | -           | 52     | 11     |
| 2015-2016                      | Wellington Phoenix             | AL                             | 1          | 0          |                 | -               | -               |                    | -                  | -                  |             | -           | -           | 1      | 0      |
| 2016-2017                      | Wellington Phoenix             | AL                             | 1          | 0          |                 | -               | -               |                    | -                  | -                  |             | -           | -           | 1      | 0      |
| 2018-2019                      | Willem II                      | ED                             | 5          | 0          | CO              | 0               | 0               |                    | -                  | -                  |             | -           | -           | 5      | 0      |
| 2019-2020                      | Willem II                      | ED                             | 1          | 0          | CO              | 0               | 0               |                    | -                  | -                  |             | -           | -           | 1      | 0      |
| Totale Willem II               | Totale Willem II               | Totale Willem II               | 6          | 0          |                 | 0               | 0               |                    | -                  | -                  |             | -           | -           | 6      | 0      |
| 2020-2021                      | Wellington Phoenix             | AL                             | 22         | 0          | CA              | 1               | 0               |                    | -                  | -                  |             | -           | -           | 23     | 0      |
| 2021-2022                      | Wellington Phoenix             | AL                             | 16         | 0          |                 | -               | -               |                    | -                  | -                  |             | -           | -           | 16     | 0      |
| Totale Wellington Phoenix      | Totale Wellington Phoenix      | Totale Wellington Phoenix      | 40         | 0          |                 | 1               | 0               |                    | -                  | -                  |             | -           | -           | 41     | 0      |
| 2022-gen. 2023                 | Newcastle Jets                 | AL                             | 10         | 1          | CA              | 1               | 0               |                    | -                  | -                  |             | -           | -           | 11     | 1      |
| gen.-ago. 2023                 | C.C. Mariners                  | AL                             | 14         | 3          |                 | -               | -               |                    | -                  | -                  |             | -           | -           | 14     | 3      |
| 2023-2024                      | Aberdeen                       | SP                             | 13         | 0          | CS+CdL          | 0+1             | 0               | UEL+UECL           | 2+1                | 0                  |             | -           | -           | 17     | 0      |
| Totale carriera                | Totale carriera                | Totale carriera                | 135        | 15         |                 | 3               | 0               |                    | 3                  | 0                  |             | -           | -           | 141    | 15     |

## Palmarès

### Club
- Campionato australiano: 1

Central Coast Mariners: 2022-2023